# Amsterdam Admirals
Els Amsterdam Admirals van ser un club de futbol americà de la ciutat d'Amsterdam (Països Baixos).
El club es creà l'any 1995 per a competir a la National Football League Europe. Inicialment disputava els seus partits al vell Olympisch Stadion (construït el 1928), fins al 1996 en què juga al nou Amsterdam ArenA. Ha guanyat un cop la World Bowl, l'any 2005.

## Palmarès
- 1 títol de la World Bowl: 2005.
- 1 sot-campionat de la World Bowl: 1995.